# Titularbistum Cnossus
Cnossus (ital.: Cnosso) ist ein Titularbistum der römisch-katholischen Kirche.
Es geht zurück auf einen untergegangenen Bischofssitz in der gleichnamigen antiken kretischen Stadt (Knossos), die in der römischen Provinz Creta et Cyrene bzw. in der Spätantike Creta lag. Der Bischofssitz war der Kirchenprovinz Gortyn zugeordnet.
| Titularbischöfe von Cnossus |                     |                                          |                 |                   |
| Nr.                         | Name                | Amt                                      | von             | bis               |
| 1                           | Georges-Léon Landry | emeritierter Bischof von Hearst (Kanada) | 14. Januar 1952 | 27. November 1970 |